# Sunward (Schiff, 1966)
Die Sunward war ein 1966 in Dienst gestelltes Kreuzfahrtschiff, das auch als Fähre genutzt werden konnte. Nachdem das Schiff die ersten Dienstjahre bei der Norwegian Cruise Line verbracht hatte, wechselte es mehrfach seinen Namen und Betreiber. 2002 wurde es ausgemustert und 2004 in Bangladesch abgewrackt.

## Geschichte
Die Sunward wurde am 29. Juli 1965 unter der Baunummer 455 in der Bergens Mekaniske Verksted in Bergen gebaut und am 24. März 1966 vom Stapel gelassen. Nach der Übernahme durch Klosters Sunward Ferries am 20. Juni 1966 wurde das Schiff am 25. Juni als kombiniertes Fähr- und Kreuzfahrtschiff auf der Strecke von Southampton über Vigo, Lissabon und Gibraltar in Dienst gestellt.
Nach nur wenigen Monaten in Fahrt wurde die Sunward am 5. November 1966 in Oslo aufgelegt. Im Dezember ging das Schiff an die Norwegian Cruise Line, die es in den folgenden sechs Jahren von Miami aus für Kreuzfahrten in die Karibik einsetzte.
Im November 1972 kaufte die Compagnie Générale Transméditerranéenne mit Sitz in Marseille die Sunward und taufte sie im April 1973 in Île de Beauté um. Das Schiff war fortan als Fähre vor der Küste Frankreichs im Einsatz, ehe es 1977 als Grand Flotel an die Eastern Gulf Inc. verkauft und als Hotelschiff in Schardscha genutzt wurde.
Ab 1978 war die Grand Flotel für die folgenden zehn Jahre unter dem Namen Saudi Moon I zwischen Sues, Aqaba und Dschidda im Einsatz. 1988 wurde sie in Singapur modernisiert und fortan als Ocean Spirit für Kreuzfahrten von New Orleans nach Mexiko verwendet. 1990 ging das Schiff als Scandinavian Song an SeaEscape und war fortan wieder in der Karibik im Einsatz.
Nach drei Jahren im Einsatz für SeaEscape wurde die Scandinavian Song im November 1993 als Santiago de Cuba nach Kuba verkauft, um dort für Kreuzfahrten genutzt zu werden. Das Vorhaben scheiterte jedoch, weshalb das Schiff im Februar 1994 aufgelegt wurde. Noch im selben Jahr fand es mit Empress Cruises einen neuen Käufer, der es als The Empress für Kreuzfahrten zwischen Port Klang und Penang nutzten.
Am 13. März 2002 wurde die The Empress nach einer Dienstzeit von insgesamt 36 Jahren ausgemustert und in Singapur aufgelegt. April 2004 ging das Schiff an eine Abbruchwerft in Chittagong, wo es am 26. April unter dem Überführungsnamen Empress zum Abwracken eintraf.